# Alphonse Verville
Pour les articles homonymes, voir Verville.
Alphonse Verville (né le 28 octobre 1864 à Côte St-Paul, mort le 20 juin 1930 à Montréal) est un plombier, un syndicaliste et un homme politique fédéral du Québec.

## Biographie
Né à Côte-Saint-Paul, dans ce qui est devenu un quartier de Montréal, il déménagea à Chicago à l'âge de 18 ans où il joignit la International Plumbers' Union. De retour à Montréal en 1893, il devint en 1898 président de la section montréalaise de l'Union des plombiers (International Association of Journeymen Plumbers, Steamfitters, and Gas Fitters) et par la suite, président du Congrès des métiers et du travail du Canada de 1904 à 1910.
Élu lors d'une élection partielle en 1906 député travailliste (Parti ouvrier) de la circonscription de Maisonneuve, il fut réélu dans Maisonneuve comme travailliste lors des élections générales de 1908 et en 1911 (faisant campagne sous le vocable libéral-travailliste) et réélu parmi les libéraux de Laurier dans la circonscription de Saint-Denis en 1917. Il demeura en poste jusqu'en 1921.